# Lygaeus kalmii

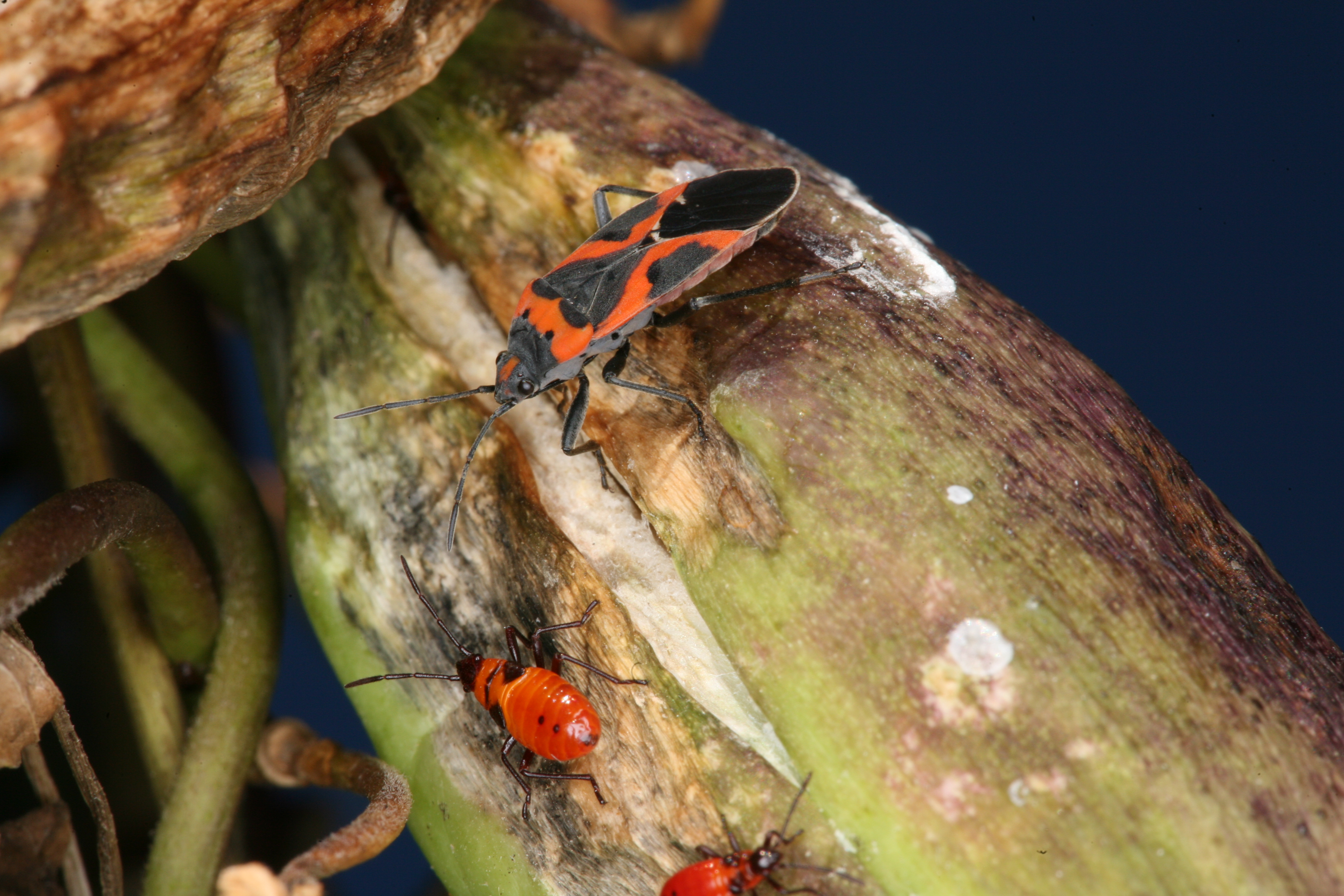
Imago und Nymphe

Lygaeus kalmii ist eine Wanze aus der Familie der Bodenwanzen (Lygaeidae). Im Englischen trägt die Wanzenart die Bezeichnung Small Milkweed Bug („Kleine Seidenpflanzen-Wanze“).

## Merkmale
Die Wanzen werden 10–12 mm lang.
Sie sind dunkelgrau bis schwarz gefärbt. Über die Vorderflügel verlaufen zwei orange Streifen, die eine annähernd X-förmige Zeichnung bilden. Der schwarze Kopf besitzt mittig einen orangen Fleck. Über den hinteren Teil des Halsschildes verläuft ein breites oranges Querband, welches am vorderen Rand zwei schwarze Flecke, am hinteren Rand zwei schwarze halbkreisförmige Bereiche aufweist.

## Verbreitung und Lebensraum
Lygaeus kalmii ist in Nordamerika weit verbreitet. Die Wanzen findet man auf Feldern, auf Wiesen mit Seidenpflanzen (Asclepias) (engl. milkweed), aber auch an anderen Pflanzen.

## Lebensweise
Die Wanzen saugen an den Samenschoten von Seidenpflanzen. Sie ernähren sich aber auch vom Nektar anderer Blütenpflanzen und erbeuten gelegentlich auch Insekten wie Honigbienen, Raupen des Monarchfalters oder Blattkäfer der Art Chrysochus auratus. Die Flugzeit der ausgewachsenen Wanzen dauert üblicherweise von Juni bis Oktober. In Kalifornien sind sie das ganze Jahr zu beobachten. Die Eiablage findet im Frühjahr statt. Es kann eine oder auch mehrere Generationen pro Jahr geben. Die Imagines überwintern.

## Ähnliche Arten
Die ebenfalls in den Vereinigten Staaten vorkommende verwandte Art Lygaeus turcicus sieht L. kalmii sehr ähnlich. Wichtigstes Unterscheidungsmerkmal ist der orange gefärbte Clavus von L. turcicus, welcher bei L. kalmii schwarz ist.

## Belege